# Sông Ros
Ros (tiếng Ukraina: Рось; Ros’) là một sông tại Ukraina, là phụ lưu hữu ngạn của sông Dnepr. Sông Ros khởi nguồn tại làng Ordyntsi thuộc huyện Pohrebyshche, tỉnh Vinnytsia. Sông dài 346 kilômét (215 mi), diện tích lưu vực là 12.600 kilômét vuông (4.900 dặm vuông Anh). Các khu dân cư lớn nhất nằm ven sông là Bila Tserkva, Bohuslav và Korsun-Shevchenkivskyi. Sông chủ yếu chảy trên cao nguyên Dnepr, trong địa bàn các tỉnh Vinnytsia, Kyiv và Cherkasy. Lưu vực sông cũng bao phủ một phần tỉnh Zhytomyr.

## Lịch sử
Một số sử gia có giả thiết về khả năng tên gọi của Kyiv Rus', một nhà nước Đông Slav cổ xưa, có thể có nguồn gốc từ tên của sông Ros, thuyết này được gọi là thuyết phản quy phạm về nguồn gốc của Rus'. Dọc theo bờ bắc sông Ros, vào thời Kyiv Rus' khoảng những năm 1030, phòng tuyến Poros được xây dựng để bảo vệ biên giới phía nam khỏi các cuộc đột kích của sắc dân thảo nguyên.

## Thủy văn
Chiều rộng trung bình của sông Ros ở trung lưu là khoảng 50 m, đặc điểm của thung lũng sông Ros là các đoạn được thu hẹp và mở rộng xen kẽ nhau, chiều rộng của nó thay đổi từ vài trăm mét đến 4,5–5 km. Ở một số nơi, có sự không đối xứng của sườn thung lũng: sườn bên bờ hữu cao (tới 60–80 m) và dốc, sườn bên bờ tả thấp và thoai thoải. Ở những nơi có đá kết tinh vươn ra, sông thu hẹp lại còn 10–15 m. Độ dốc trung bình của sông là 0,56 m/km. Bãi bồi có dạng bậc thang mở rộng, rộng 2-2,5 km, chỗ hẹp 200–300 m.

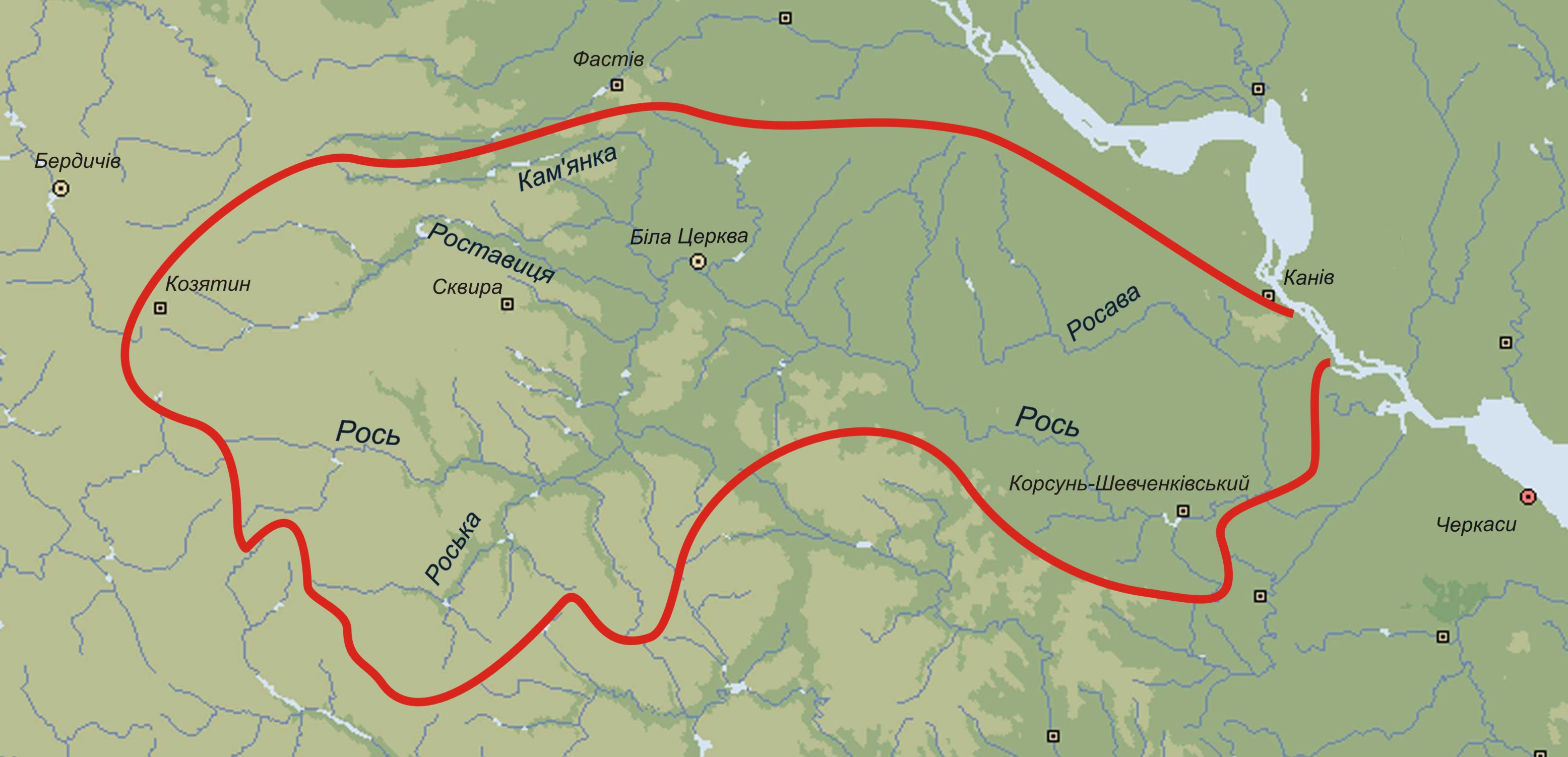
Bản đồ lưu vực sông Ros

Nước sông chủ yếu có nguồn gốc từ tuyết tan, vào mùa hè nó có đặc trưng là dòng chảy thấp. Sông đóng băng vào tháng 12 và tan băng vào tháng 3. Lưu lượng nước của sông được xác định tại ba trạm thủy văn: Krupoderintsi, Fesyury và Korsun-Shevchenkivskyi lần lượt là 1,47, 9,06 và 22,0 m³/s. Ước tính lưu lượng tại cửa sông là 25,4 m³/s. Độ khoáng hóa nước trung bình hàng năm tăng lên dọc theo chiều dài sông: từ 370 mg/dm³ ở thượng nguồn lên 420–430 mg/dm³ gần cửa sông.

## Vị trí
Nguồn của sông nằm gần làng Ordyntsi, huyện Vinnytsia, tỉnh Vinnytsia, trong khu bảo tồn Zeleni krynytsi. Lúc đầu, sông chảy chủ yếu về phía đông bắc, từ thị trấn Bila Tserkva thì theo phía đông nam. Cửa sông dòng chính nằm gần làng Khreshchatyk.

## Lưu vực

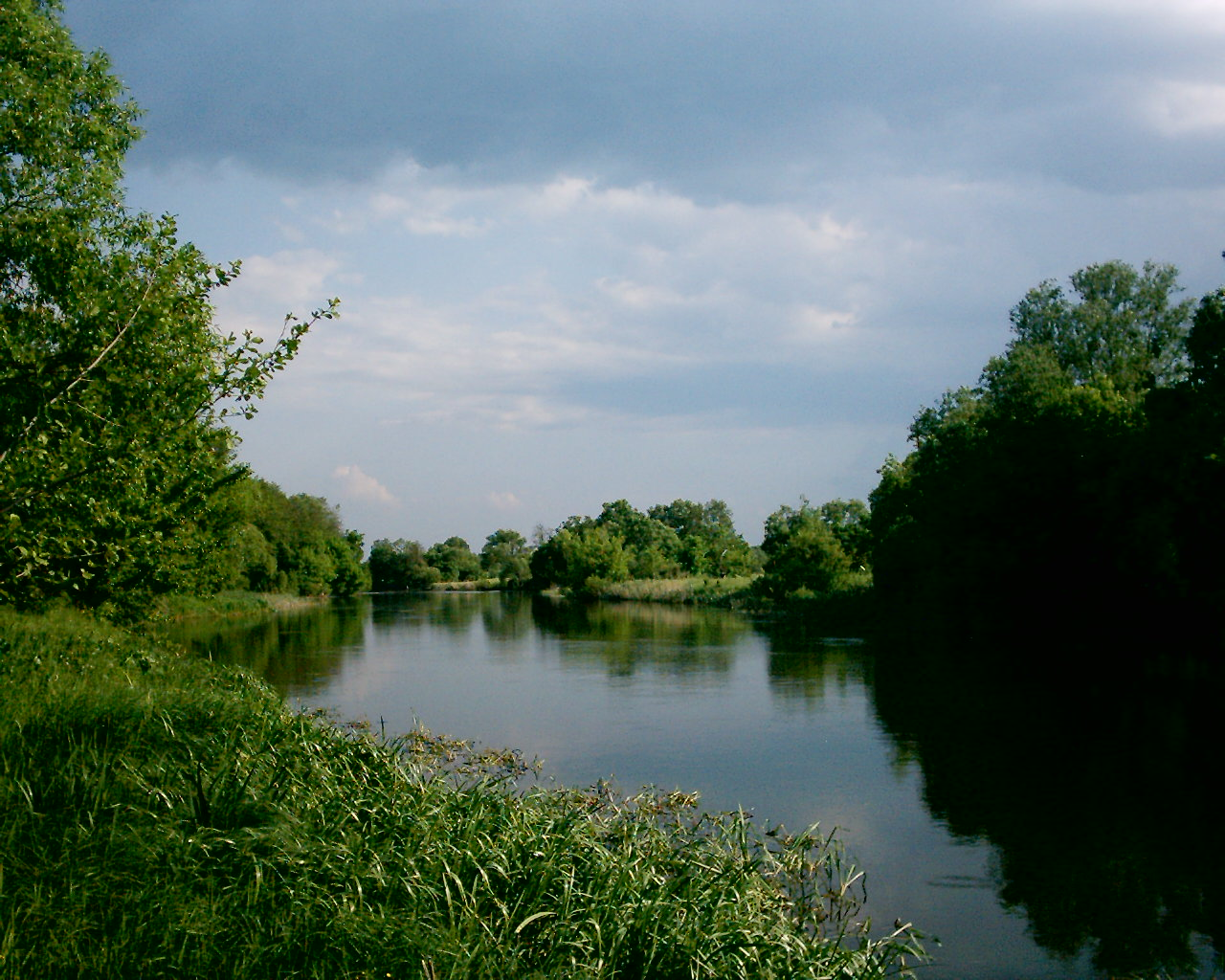
Sông Ros đoạn qua tỉnh Kyiv

Trong lưu vực sông có hơn 1.000 dòng chảy lớn nhỏ, các phụ lưu hữu ngạn lớn nhất là  Hlytsia, Bezimenna, Koza, Suprunka, Ros'ka, Molochna, Torts (Torch), Tarhan, Chernia, Salykha, Kotlui, Kyndyukha, Stara Synytsia, Sokovytsia, Ryzinkova, Popravka, Khorobra, Perezovytsia.
Các phụ lưu tả ngạn lớn nhất là Khutirka, Bezimenna, Koptiieva, Bezimenna, Smotrukha, Samets', Orikhovatka, Zlodiivka, Rubchenka, Rohozyanka, Bereznyanka, Skvyrka, Rostavytsya, Kam'yanka, Protoka, Krasnyi, Rokytna, Horokhuvatka, Nekhvoroshcha, Fosa, Kam'yanka, Bezimenna, Bezimennyi, Rosava.
Lưu vực sông Ros là một trong những lưu vực được điều tiết nước nhiều nhất ở Ukraina: tính đến ngày 1 tháng 1 năm 2016, tổng số hồ chứa là 66, ao là 2.322. Diện tích bề mặt của các hồ hiện có là 86,13 km², ao là 133,55 km², dung tích lần lượt là 150,6 và 201,8 triệu m³. Tổng thể tích của các ao và hồ chứa tương ứng với một nửa lượng dòng chảy trung bình hàng năm. Cư dân các làng ven sông tạo ra các ao cá nhân tạo để đánh bắt cá trái phép.